# Helvedes-ugen
|  | Denne artikel er oprettet af botten Steenthbot ud fra en ekstern database. Den kan derfor have sproglige fejl eller mangler. Denne skabelon kan fjernes efter kontrol af indholdet. |

Helvedes-ugen er en dansk dokumentarfilm fra 1973 instrueret af Poul Martinsen.

## Handling
'Helvedes-ugen' var frømandskorpsets egen betegnelse for den indskoling, der skulle si de uegnede aspiranter fra. De unge mænd blev udsat for en lang række groteske og nedværdigende øvelser - kommanderet af en barsk løjtnant, der gennem sine ironiske kommentarer styrede 'løjerne'. Poul Martinsen havde fået adgang til at følge øvelserne med sit filmhold og klippede derefter optagelserne sammen med et 'uskyldigt' interview med løjtnanten. Denne enkle montage udstillede effektivt den umenneskelighed, som lå i øvelsesprogrammet, og som de ansvarlige officerer selv var blinde for. Udsendelsen vakte sådan en offentlig furore, at indskolingen helt blev omlagt, og officererne blev stoppet i karrieren. Martinsens ry som 'farlig' blev cementeret.